# Sulzbach (Billigheim)
Sulzbach is een plaats in de Duitse gemeente Billigheim, deelstaat Baden-Württemberg, en telt 1803 inwoners (2007).